# Santuario della Madonna del Soccorso (Prato)

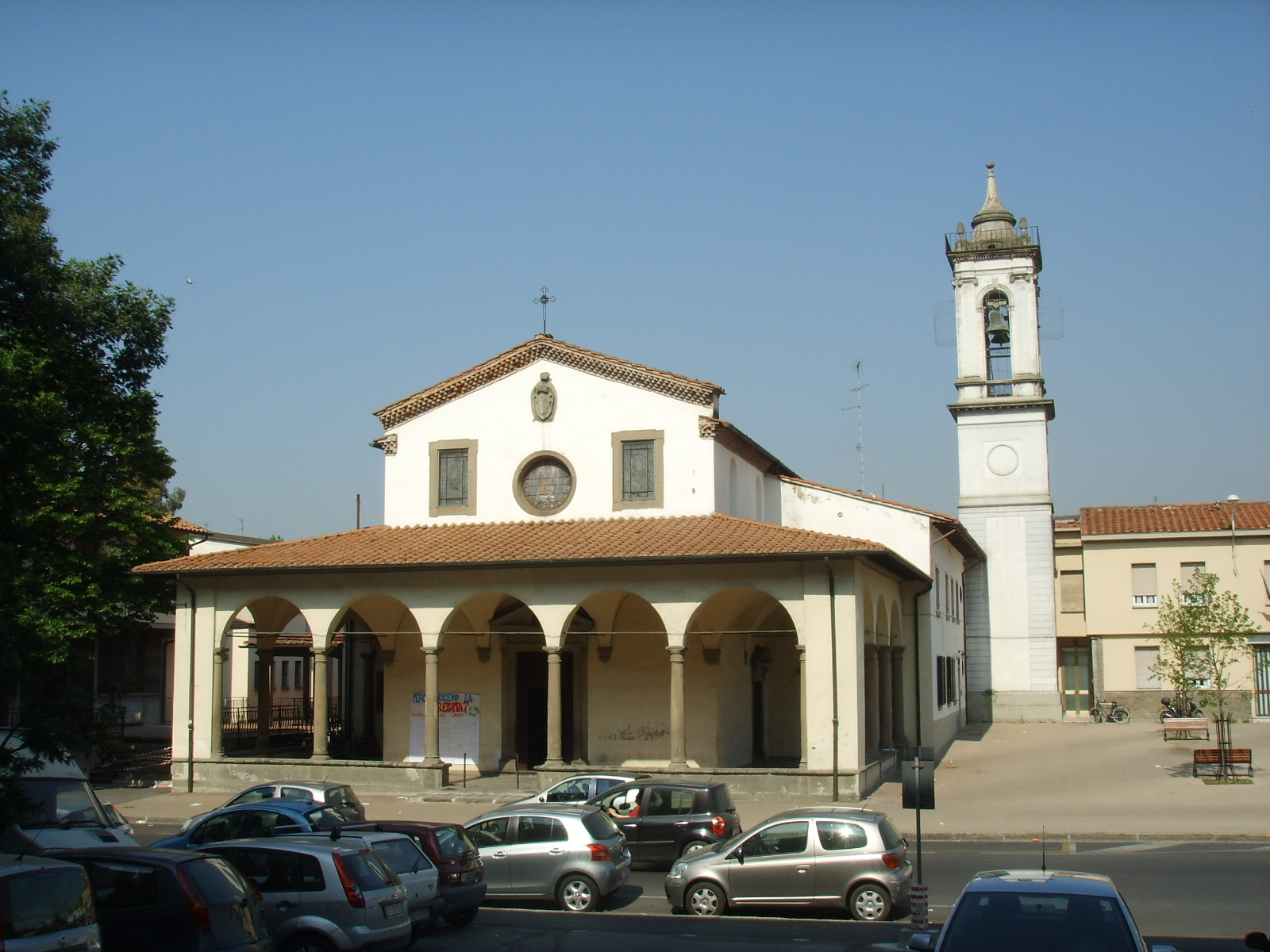
L'esterno

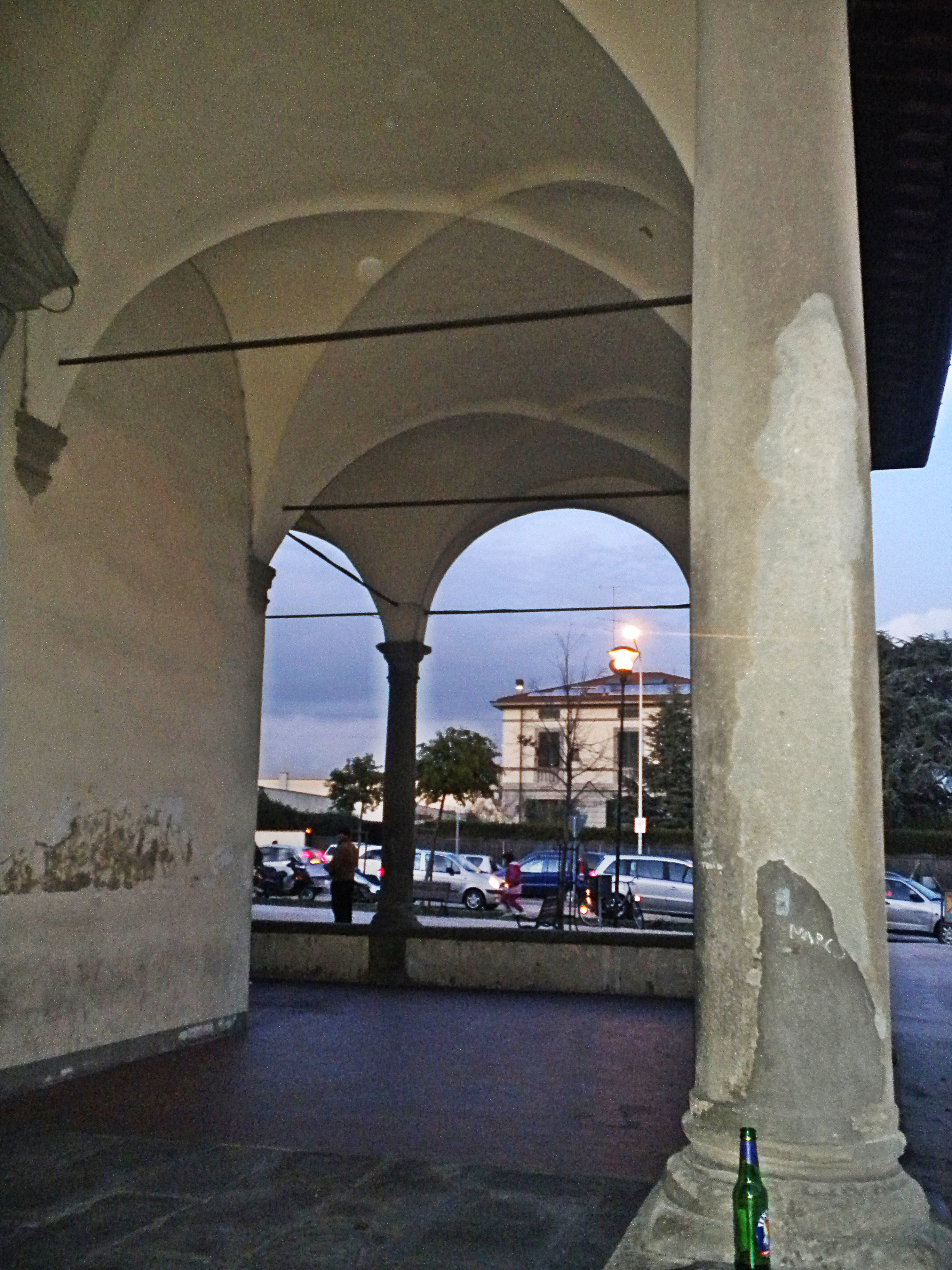
Il portico

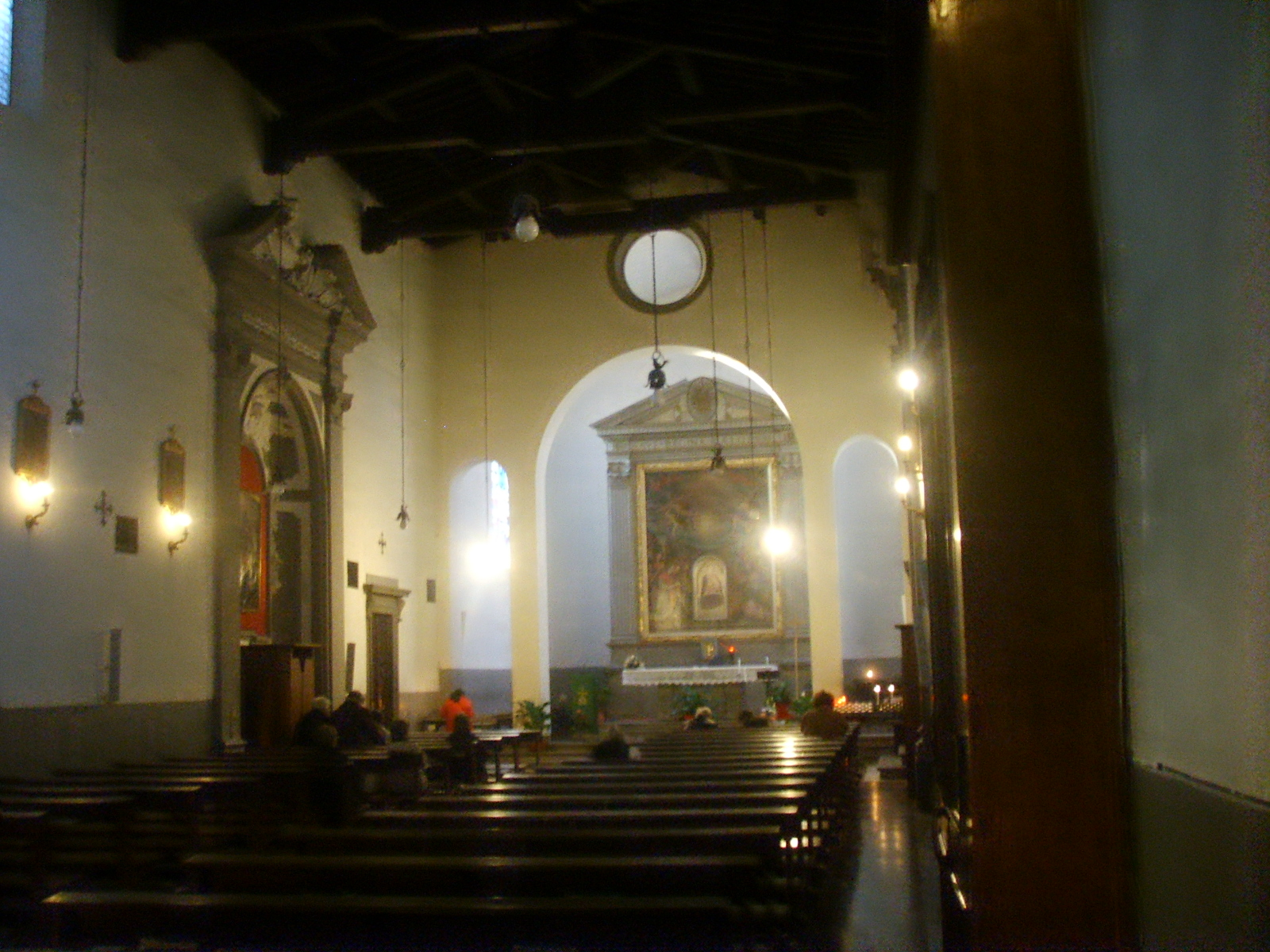
L'interno

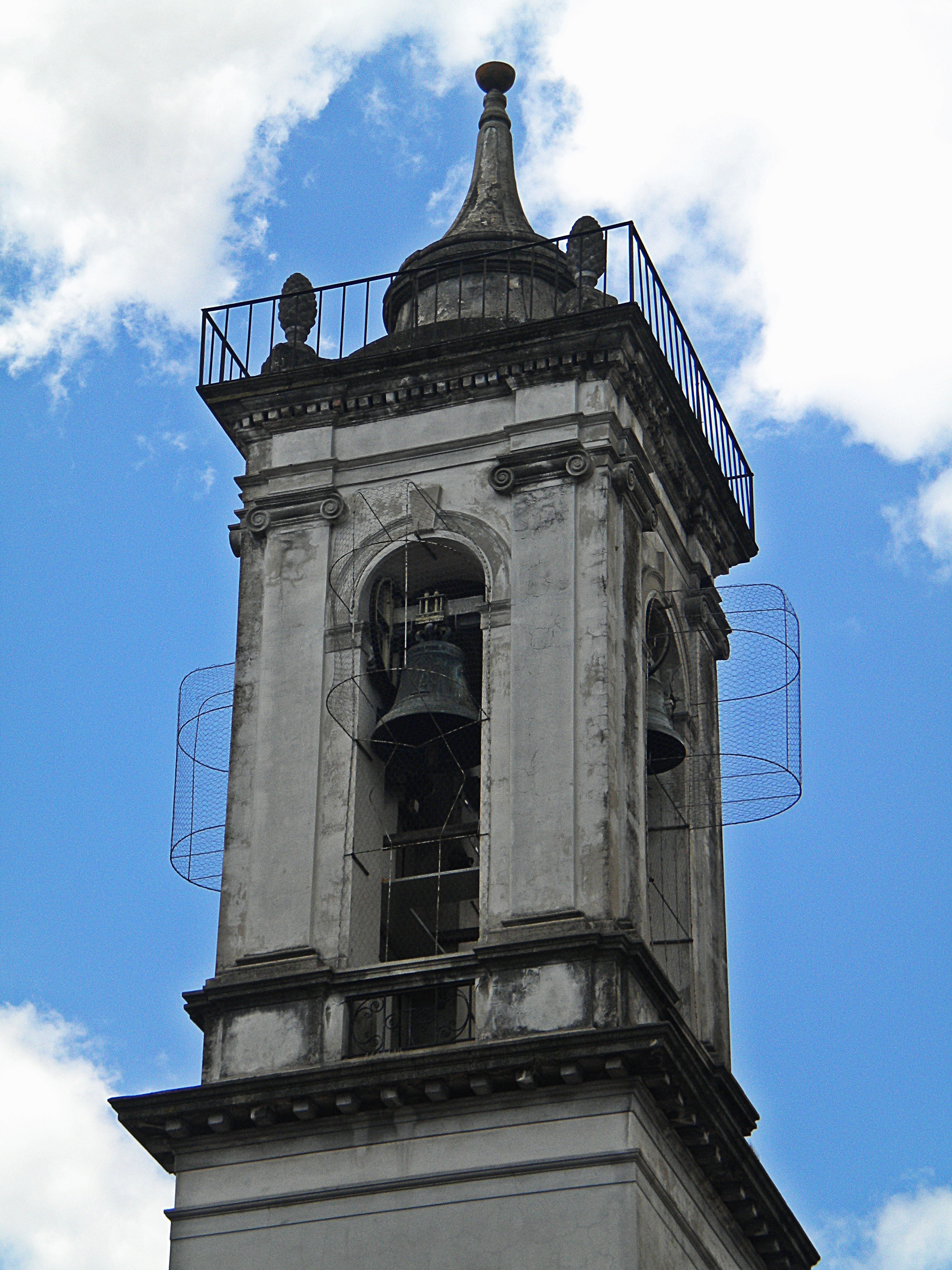
Campanile

Il santuario della Madonna del Soccorso si trova a Prato nell'omonima piazza.

## Storia
Esisteva un piccolo tabernacolo con una Madonna che allatta il bambino opera del primo Quattrocento di Piero o Antonio Miniati poco fuori porta Santa Trinita presso quale avvenne un evento ritenuto miracoloso: il 6 novembre 1570 una pastorella con il suo gregge fu sorpresa da un'improvvisa pioggia torrenziale, così forte e prolungata da far straripare i fossi circostanti e intimorire la bambina, che si rifugiò presso il tabernacolo posto in un luogo rialzato; pregando la sacra immagine le acque, che ormai circondavano la zona, avrebbero iniziato a ritirarsi, fino a lasciare il passo per la bambina e il suo gregge.
Con altri eventi prodigiosi e una devozione popolare sempre crescente, si decise far lastricare la strada che portava al tabernacolo e costruire un piccolo oratorio (1574). Poco tempo dopo fu stanziato di far nascere in quella zona una nuova chiesa vera e propria, che venne eretta in pochi anni (1575-1585) su progetto di Alfonso Parigi il vecchio.
La chiesa fu progettata con un portico che circondava la facciata su tre lati, in maniera da fare da riparo per i numerosi pellegrini che arrivavano in questa zona di aperta campagna che faceva una sorta di filtro tra interno ed esterno. Questa caratteristica, qui usata per la prima volta, divenne un modello frequentemente replicato per altre chiese sorte tra Sei e Settecento, soprattutto santuari mariani, in tutta la Toscana.
Il campanile fu innalzato nel 1826 in uno stile tra barocco e neoclassico, su progetto di Giovan Battista Bacci.
Il 26 giugno 1899 il complesso venne danneggiato dalla scossa del terremoto della Valle del Bisenzio, che determinò il cedimento e la caduta di una volta della chiesa.
Nel 1921 la chiesa fu elevata a propositura.

## Descrizione
Nel sobrio interno a navata unica con soffitto a capriate, un imponente altare cinquecentesco in pietra serena lumeggiata in oro di Piero di Andrea, con paraste scanalate concluse da timpano spezzato, accolse il tabernacolo, staccato non senza difficoltà. Attorno all'immagine sacra il fiorentino Santi di Tito realizzò una bellissima tavola di Santi di Tito con Dio Padre, lo Spirito Santo e angeli (1580-84), che corona scenograficamente la Madonna col Bambino. L'altare si trova separato dalla navata da una struttura ad arco su pilastri.
Nella navata due nicchie settecentesche sono appena accennate e accolgono i confessionali e due tele. Quella di sinistra, l'Educazione della Vergine di Giuliano Traballesi faceva pendant con un'immagine di Giuseppe Gricci sopra l'altare sinistro: il Transito di San Giuseppe; purtroppo la prima opera fu rubata nel febbraio 1997 e sostituita con un dipinto devozionale.
L'acquasantiera a pila a destra dell'entrata fu donata nel settembre 1578 dalle comunità in pellegrinaggio di Santa Lucia e San Bartolomeo a Coiano.

## Altre immagini

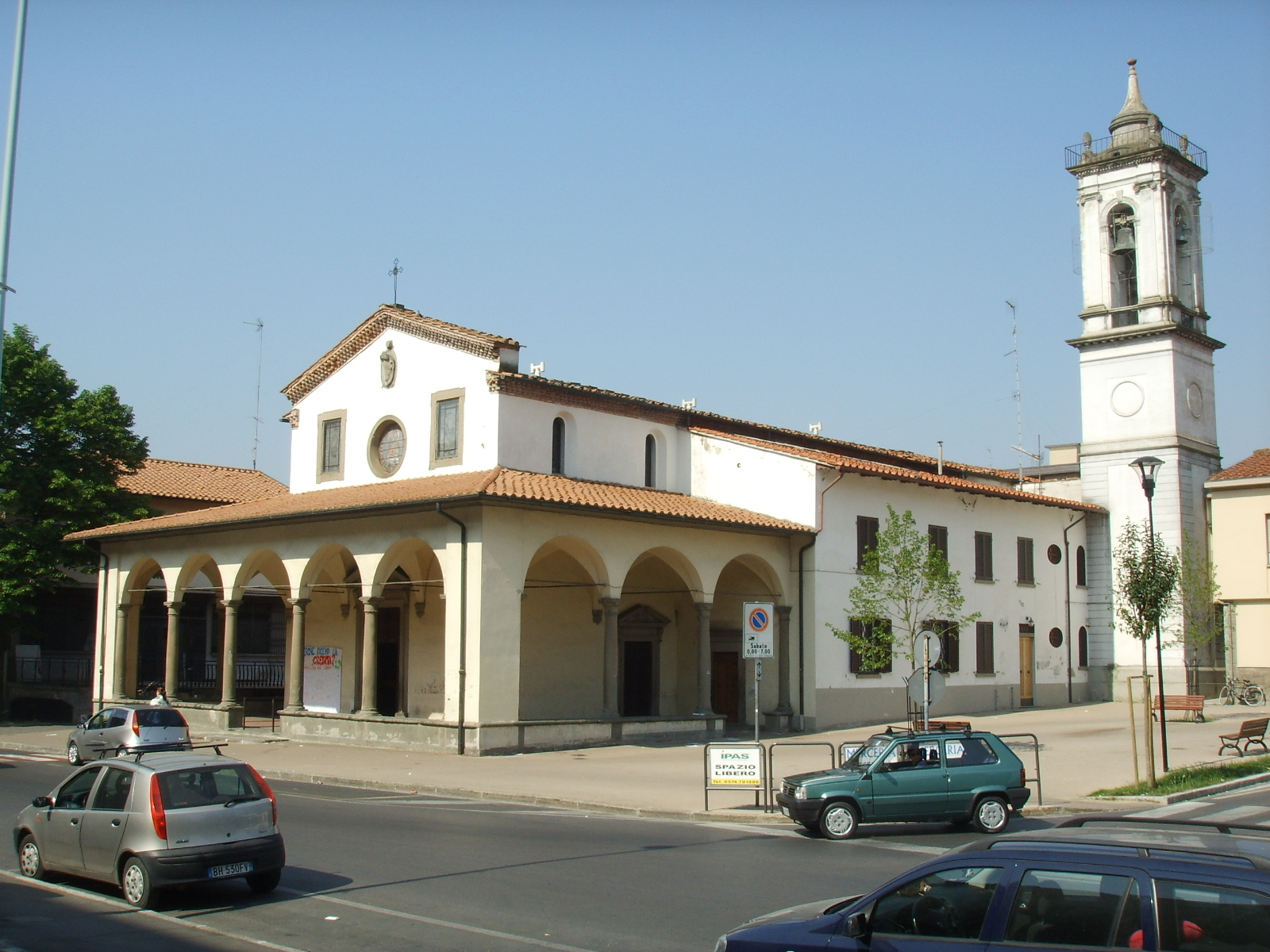
Veduta laterale
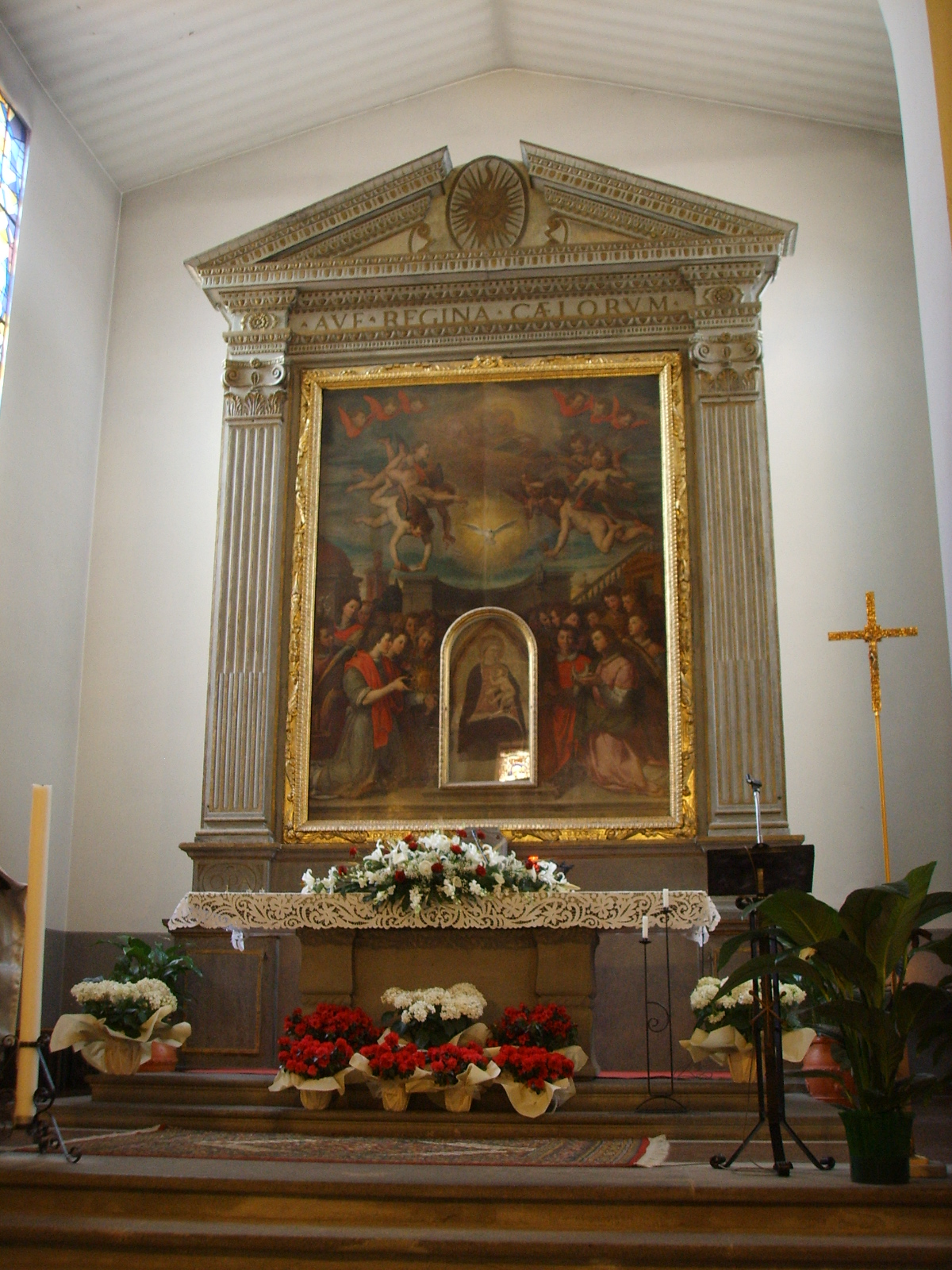
L'altare
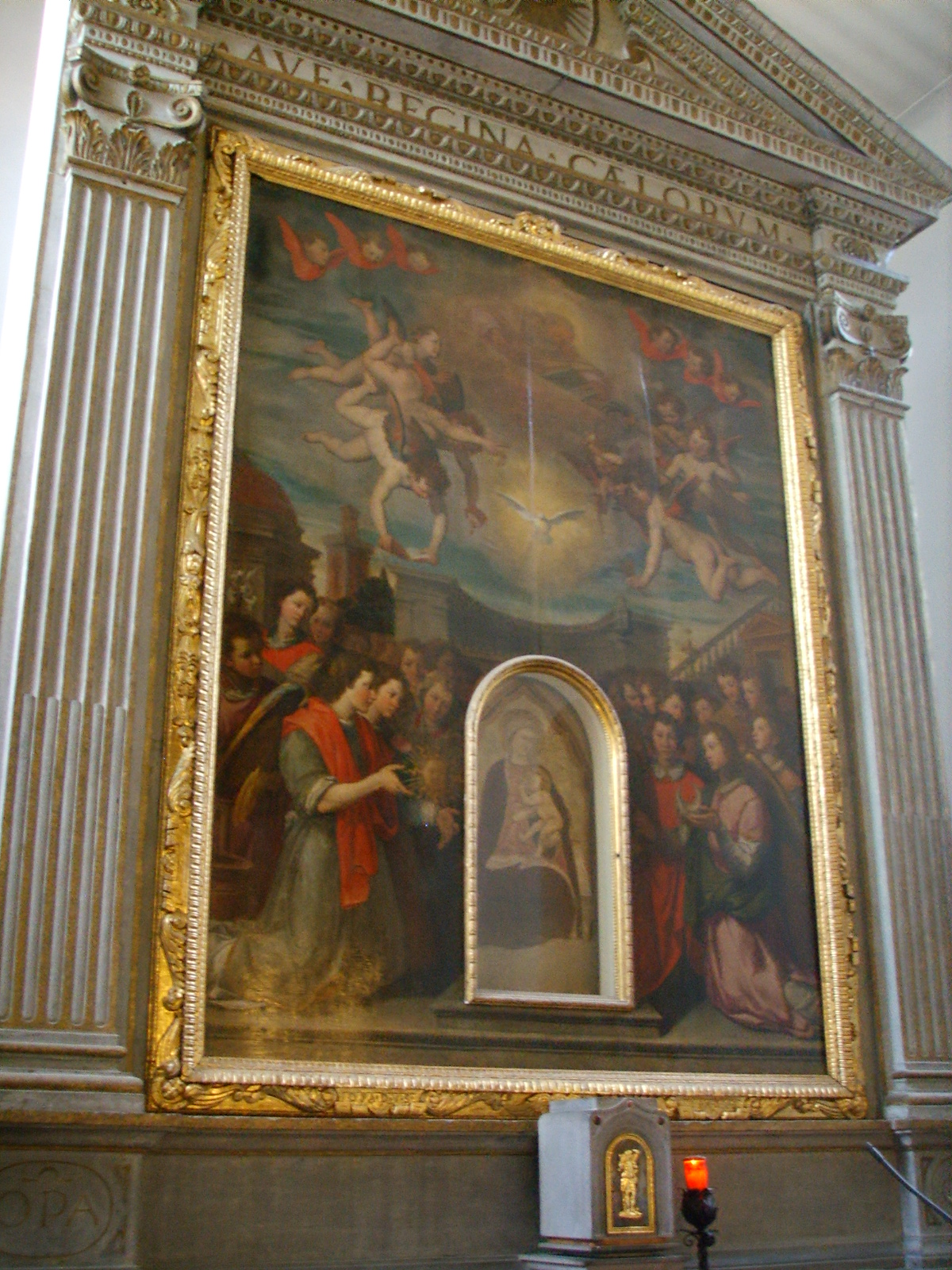
La tavola di Santi di Tito
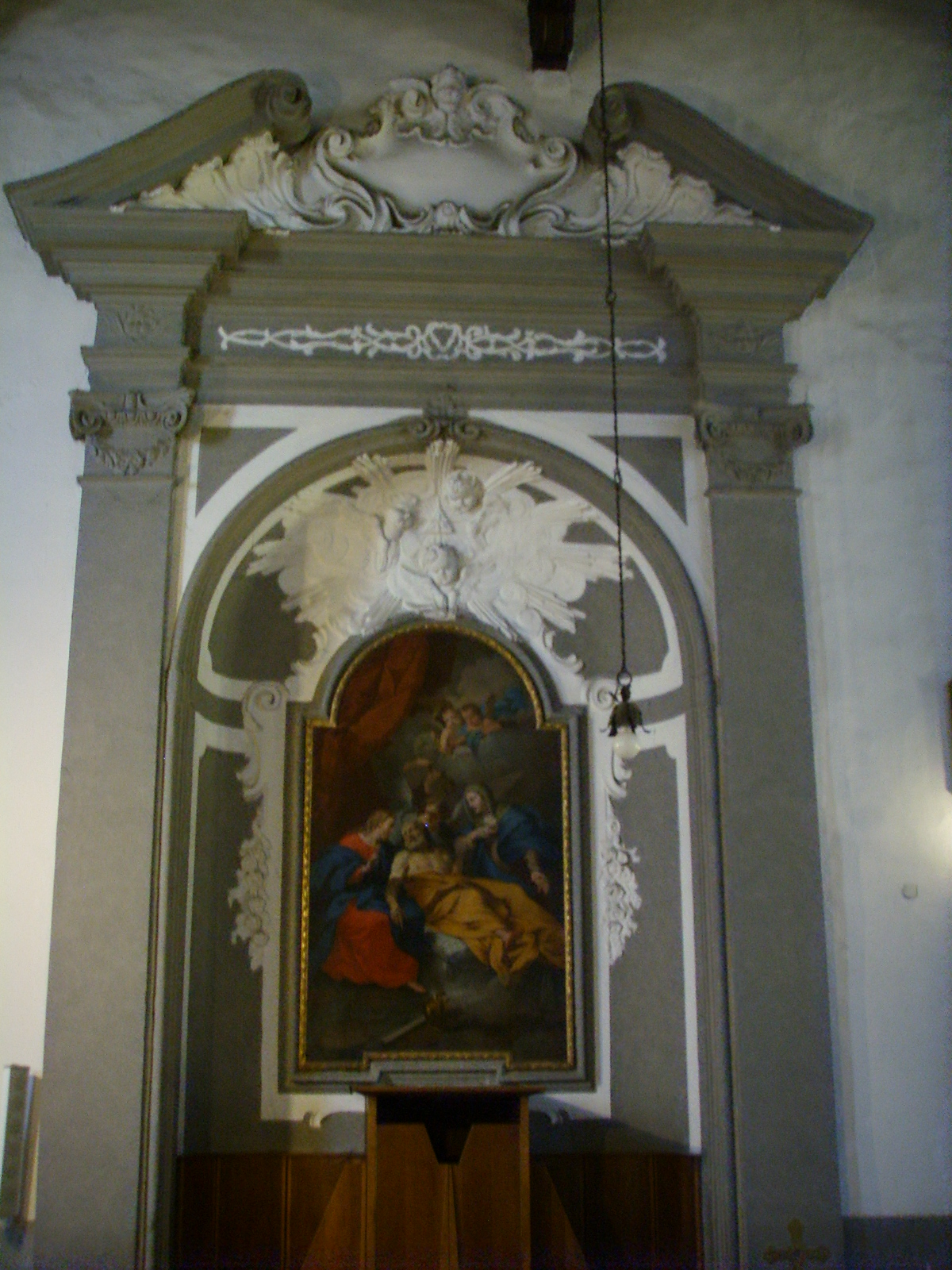
Nicchia laterale con pala settecentesca di Giuseppe Gricci
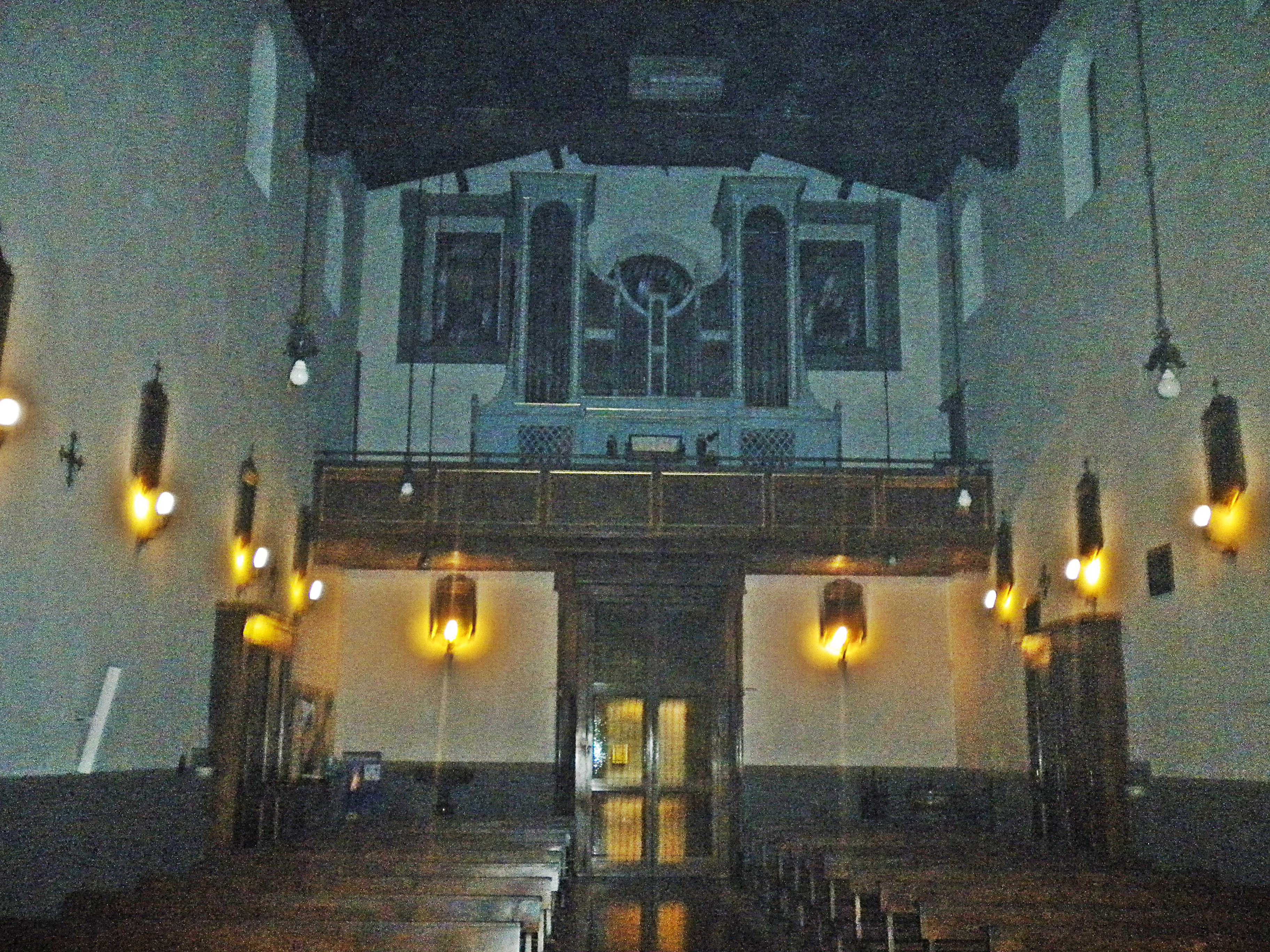
Controfacciata